# مامادو ساماسا (بازیکن فوتبال، زاده ۱۹۸۶)
مامادو ساماسا (انگلیسی: Mamadou Samassa؛ زادهٔ ۱ مهٔ ۱۹۸۶) بازیکن فوتبال اهل فرانسه است.
از باشگاه‌هایی که در آن بازی کرده‌است می‌توان به باشگاه فوتبال والنسین، باشگاه فوتبال استاد برستوا ۲۹، باشگاه فوتبال ستاره سرخ، باشگاه فوتبال دلفینو پسکارا، باشگاه فوتبال لو مان، باشگاه فوتبال کیه‌وو ورونا، و باشگاه فوتبال المپیک مارسی اشاره کرد.
وی همچنین در تیم‌های ملی فوتبال زیر ۲۱ سال فرانسه و مالی بازی کرده‌است.